# Ewa Józefina Potocka
Julia Potocka
La comtesse Ewa Józefina Julia Eudoksja Potocka, parfois dite Julia Potocka, née le 10 août 1818 à Paris et morte le 21 mai 1895 à Vienne, est un membre de la famille Potocki, devenue par mariage, en 1841, princesse de Liechtenstein. 

## Biographie

### Famille
Elle est la fille du comte Alfred Wojciech Potocki (1785-1862), noble polonais, aide de camp du prince Joseph-Antoine Poniatowski, et de la princesse Józefina Maria Czartoryska (1787-1862). Son frère, le comte Alfred Józef Potocki, fut ministre-président d'Autriche de 1870 à 1871.

### Mariage et postérité
Ewa Józefina épouse le 3 juin 1841, à Vienne, le prince Franz de Paula Joachim de Liechtenstein, frère cadet du prince souverain Alois II. Ils sont parents de quatre enfants, princes et princesse de Liechtenstein :
- Alfred de Liechtenstein (Prague 11 juillet 1842 - château de Frauenthal, Styrie -  8 octobre 1907), marié en 1865 avec sa cousine germaine Henriette de Liechtenstein (1843-1931), et sont parents de dix enfants. Ils sont les grands-parents du prince souverain François-Joseph II de Liechtenstein[3] ;
- Josefina Marie Juliane de Liechtenstein (Vienne, 22 avril 1844 – Vienne, 10 octobre 1854) ;
- Aloys Franz de Paula de Liechtenstein (Prague, 19 novembre 1846 – Vienne, 25 mars 1920), marié à deux reprises : 1) en 1872 avec Marie "Mary" Henriette Adelaide Fox (1850-1878) et 2) en 1890 avec Johanna Elisabeth Maria von Klinkosch (1849-1925), dont quatre filles du premier mariage ;
- Heinrich Karl August de Liechtenstein (Budapest, 6 novembre 1853 – Vienne, 15 février 1914), célibataire et sans descendance.

Ewa Józefina Potocka meurt à Vienne le 21 mai 1895. Elle est inhumée dans la nécropole de la maison de Liechtenstein située dans l'église de la Nativité-de-la-Bienheureuse-Vierge-Marie à Vranov, district de Brno-Campagne, dans la région de Moravie-du-Sud, en Tchéquie.